# Hochstift Metz

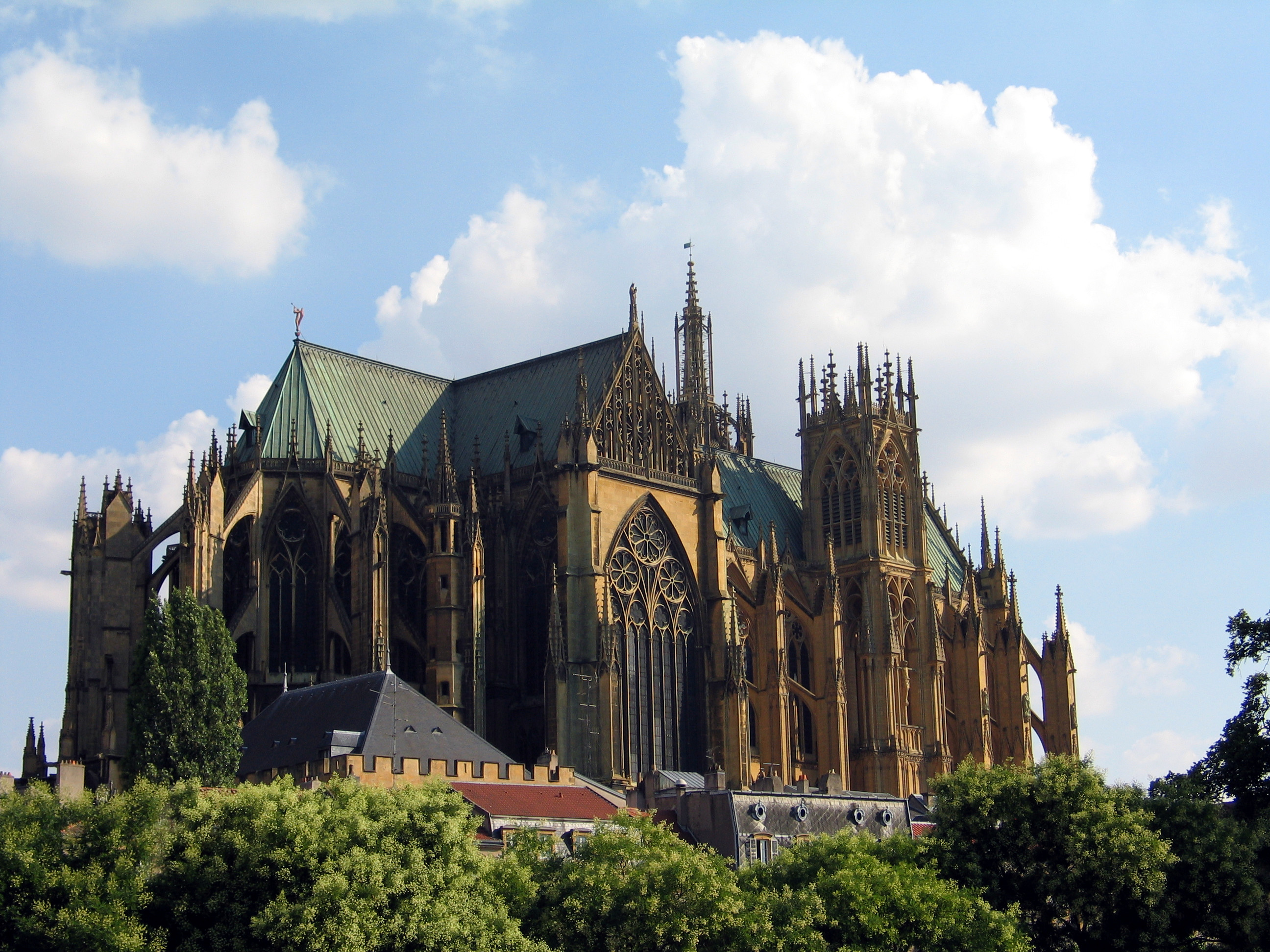
Kathedrale von Metz

Das Hochstift Metz (französisch évêché de Metz) war der weltliche Herrschaftsbereich des Fürstbischofs von Metz. Das Territorium des Hochstifts stand bis 1648 unter deutscher Souveränität und gelangte 1648 im Westfälischen Frieden unter französische Souveränität.

## Geographie
Das Hochstift Metz gehörte zum Oberrheinischen Reichskreis und umfasste im Mittelalter beträchtliche weltliche Güter, die anfangs vom Chiemsee bis zu den Cevennen streuten. In der Neuzeit umfasste es noch ein schmales Territorium um Vic-sur-Seille im östlichen Lothringen.

## Geschichte

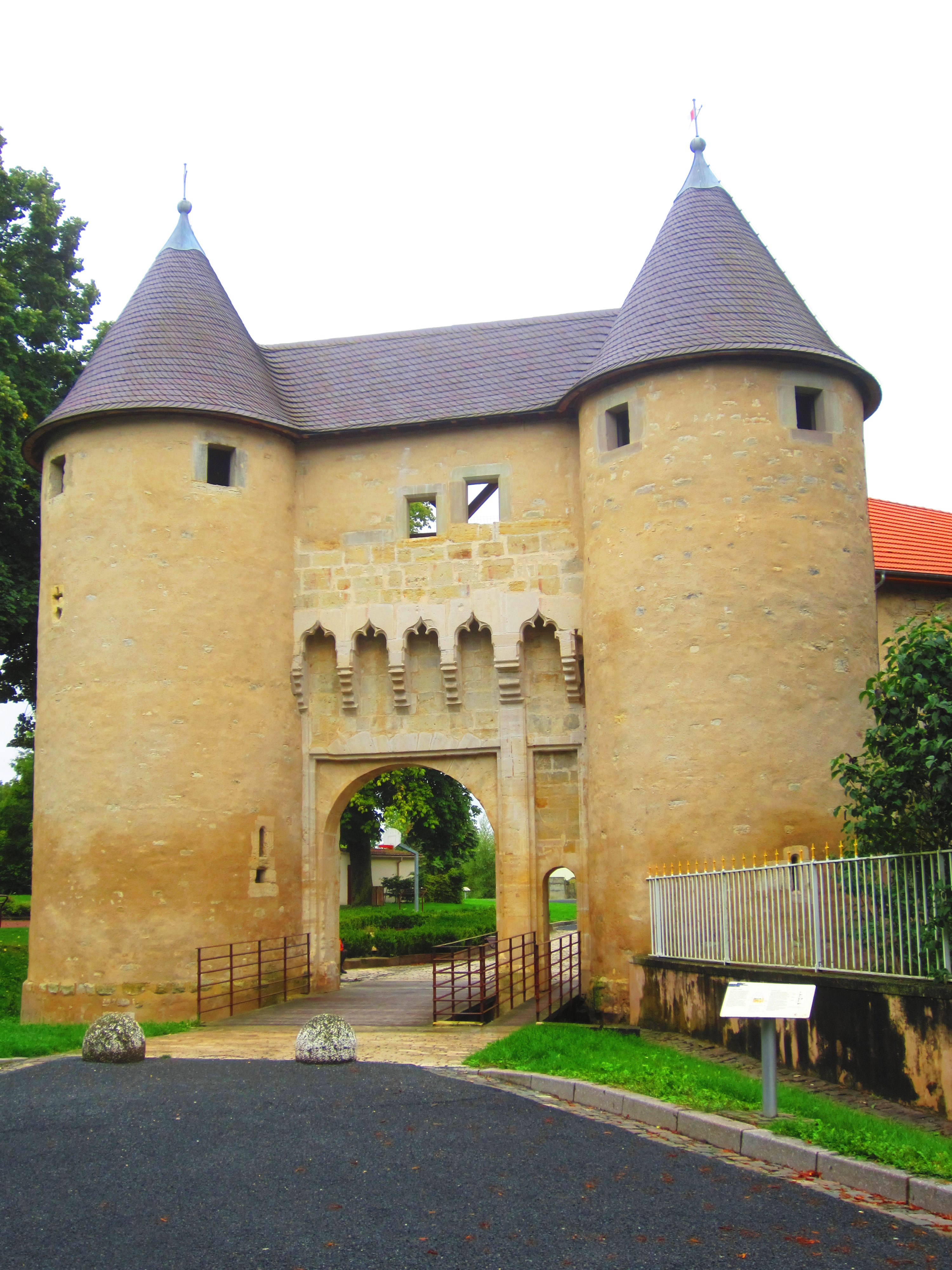
Schloss der Fürstbischöfe von Metz in Vic-sur-Seille (Vic an der Seille)

Ein Bistum Metz existierte möglicherweise bereits seit dem 4. Jahrhundert und ist seit 535 sicher feststellbar. Es gehörte zum Erzbistum Trier. Bei den karolingischen Reichsteilungen kam das Bistum zu Lotharingien.
Im Früh- und Hochmittelalter erhielt das Hochstift Metz Zuweisungen aus Königsgut, so die nachmaligen Grafschaften Metz, Saarbrücken und Dagsburg. Seit dem 12. Jahrhundert ging der weltliche Besitz stark zurück. Die Stadt Metz verselbstständigte sich (1180–1210, 1189) mitsamt dem Umland; so wählten die Fürstbischöfe Vic-sur-Seille zur Residenz und bauten das Schloss in Vic-sur-Seille prächtig aus.
Im Jahre 1552 besetzte der französische König Heinrich II., der sich im Vertrag von Chambord mit einigen protestantischen Reichsfürsten zu Lasten Kaiser Karls V. darüber verständigt hatte, die Städte Metz, Toul und Verdun und das bisher zum oberrheinischen Reichskreis zählende Hochstiftsgut. Kaiser Karls V. Versuch der Rückeroberung misslang (→ Belagerung von Metz). Frankreich erzwang 1613 die Huldigung im Hochstift. Mit dem Eintritt Frankreichs in den Dreißigjährigen Krieg und der Besetzung des Herzogtums Lothringen seit 1632 wurde Frankreich unter König Ludwig XIII. zur dominierenden Macht in der Region. Nach 1632 wurden die Befugnisse des Gouverneurs von Metz auf alle Gebiete des Hochstifts ausgedehnt, Im Westfälischen Frieden 1648 wurde das Hochstift endgültig an Frankreich abgetreten.
Das Hochstift Metz bildete nun zusammen mit den beiden anderen an Frankreich abgetretenen Hochstiften Toul und Verdun die Provinz der Drei Bistümer. Der Bischof gehörte dem Lothringer Parlament an. Er nannte sich zugleich bis zur Französischen Revolution Fürst des Heiligen Römischen Reiches.

## Herrschaftsbereich
Im 18. Jahrhundert gehörten zum Hochstift Metz die bischöflichen Lehnsherrschaften
- Helflingen (Schloss Helflingen, franz. Helfedange)
- Habudingen
- Hingsingen
- La Garde
- Türkstein
- Chatillon an der Vezouze
- Grafschaft Rixingen
- Kastellaneien Remilly, Vic-sur-Seille, Freiburg (Dorf und Kastellanei), Baccarat und Rambervillers